# Melchow
Melchow [ˈmɛlçoː] ist eine Gemeinde im Süden des Landkreises Barnim. Sie wird vom Amt Biesenthal-Barnim verwaltet. Der Ort liegt 40 km nordöstlich von Berlin-Mitte, unweit der Kreisstadt Eberswalde.

## Gemeindegliederung
Die Gemeinde hat zwei Ortsteile:
- Melchow
- Schönholz

Hinzu kommt der Wohnplatz Wildtränke.
Der ehemalige Ortsteil Spechthausen gehört seit 2006 zur Stadt Eberswalde, nachdem sich die Spechthausener Gemeindevertreter von der Gemeinde Melchow losgesagt hatten.

## Geschichte
Eine Deutung des Ortsnamens geht auf Mel-kov oder Mil-kov „Ort des Mel-k“ zurück. Hier wird ein Personenname, abgeleitet vom slawischen "mil" als "lieb, teuer", gedeutet. Unaufgeklärt bleibt, ob sich aus dem Deutschen der Wandel von "il" in "el" ergab.
Erstmals wurde der Ort am 18. April 1324 in einer Strausberger Urkunde erwähnt. Mit den verschiedenen Schreibweisen wie Melcow, Melkow und Melko wird Melchow im Landbuch Karls IV. von 1375 benannt. Zur Bevölkerung zählten zur damaligen Zeit ein Pfarrer und 13 Kossäten sowie der Besitzer Nitze Winnig (oder Schreibweise Nitzko Winningen). Auch ein Krug gehörte zum Ort, der durch das Krugrecht geregelt wurde. Der ursprüngliche Dorfkern und die alte Dorfkirche sind vermutlich beim Hussiten-Feldzug 1432 zerstört worden. Die verwüstet liegende Region (als Wüste Feldmark zu Melchow bezeichnet) wurde 1441 unter zwei Adelshäuser aufgeteilt, eine Hälfte an die von Holtzendorff, die andere an die von Arnim.
Bis 1580 blieb Melchow im Familienbesitz der beiden Adelsfamilien und wurde 1595 ein Vorwerk des Königlichen Domänenamtes Biesenthal. In der Zeit von 1624 bis 1671 war Melchow nur dünn besiedelt, mit nur einem Schäfer und 4 Kossäten. Melchow lag 1776 im Forstrevier Mittelheide, dass zum Biesenthaler Forst des Amtes Biesenthal gehörte und vom Unterförster zu Hegermühle (heute Finow (Eberswalde)) verwaltet wurde.
Zum Dorf gehörten im Jahre 1801 11 Büdner, 7 Kossäten, 7 Einlieger, der Krug und ein Teerofen (Widtränke, schon 1776), in Richtung Spechthausen gelegen.
1840 hatte Melchow direkt im Ort einen zweiten Ofen der bis 1846 bestand. Zur Bewirtschaftung des Biesenthaler Forstes (ab 1881 von der Oberförsterei Eberswalde verwaltet) gab es ab 1860 ein Forsthaus.
Seit 1842 durchquert den Ort die Eisenbahnlinie der Berlin-Stettiner Eisenbahn-Gesellschaft, die bis Eberswalde und ab 1843 bis Stettin führte. Im Jahre 1904 bekam Melchow einen Bahnhalt.
Nach dem Ersten Weltkrieg erfuhr das Dorf durch die Kreissiedlungsgesellschaft Oberbarnim einen Aufschwung. Im Zeitraum von 1900 bis 1931 erhöhte sich die Anzahl der Gebäude von 26 auf 95.
In der Zeit des Zweiten Weltkriegs retteten der Landwirt Fleischer und seine Frau dem Juden Ralph Neumann (1926–2015) das Leben. Er durfte auf ihrem Hof in den Sommermonaten 1943 arbeiten und wohnen und entging dadurch für die Zeit in Melchow der Verfolgung und Deportation durch die Nazis.
In der DDR wurde 1955 die LPG Melchow gegründet, die 1975 mit der LPG Grüntal vereinigt wurde.
Melchow gehörte seit 1817 zum Kreis Oberbarnim in der Provinz Brandenburg und ab 1952 zum Kreis Eberswalde im DDR-Bezirk Frankfurt (Oder). Seit 1993 liegt die Gemeinde im brandenburgischen Landkreis Barnim.

## Bevölkerungsentwicklung
| Jahr | Einwohner |
| ---- | --------- |
| 1624 | 027       |
| 1801 | 128       |
| 1856 | 233       |
| 1875 | 253       |
| 1890 | 285       |
| 1910 | 243       |
| 1925 | 463       |
| 1933 | 561       |
| 1939 | 745       |

| Jahr | Einwohner |
| ---- | --------- |
| 1946 | 810       |
| 1950 | 843       |
| 1964 | 969       |
| 1971 | 908       |
| 1981 | 841       |
| 1985 | 832       |

| Jahr | Einwohner |
| ---- | --------- |
| 1990 | 0732      |
| 1995 | 0746      |
| 2000 | 1080      |
| 2005 | 1057      |
| 2010 | 0899      |
| 2015 | 0932      |
| 2020 | 0994      |

| Jahr | Einwohner |
| ---- | --------- |
| 2021 | 1009      |
| 2022 | 1054      |
| 2023 | 1082      |
| 2024 | 1114      |

Gebietsstand des jeweiligen Jahres, Einwohnerzahl: Stand 31. Dezember (ab 1991), ab 2011 auf Basis des Zensus 2011, ab 2022 auf Basis des Zensus 2022

## Politik

### Gemeindevertretung
Die Gemeindevertretung von Melchow besteht aus zehn Gemeindevertretern und dem ehrenamtlichen Bürgermeister. Die Kommunalwahl am 9. Juni 2024 führte bei einer Wahlbeteiligung von 79,1 % zu folgendem Ergebnis:
| Partei / Wählergruppe       | Stimmenanteil 2019 | Sitze 2019 |        | Stimmenanteil 2024 | Sitze 2024 |
| --------------------------- | ------------------ | ---------- | ------ | ------------------ | ---------- |
| Pro Melchow                 | 54,9 %             | 6          | 57,1 % | 6                  |            |
| Nachhaltig für Melchow      | 22,8 %             | 2          | 17,8 % | 2                  |            |
| Wählergruppe Nonnenfließ    | –                  | –          | 11,8 % | 1                  |            |
| SPD                         | 16,8 %             | 2          | 10,7 % | 1                  |            |
| Die PARTEI                  | –                  | –          | 02,6 % | –                  |            |
| Einzelbewerber Sven Leisten | 05,5 %             | –          | –      | –                  |            |
| Insgesamt                   | 100 %              | 10         | 100 %  | 10                 |            |

### Bürgermeister
- 1993–2014: Wolfgang Lindt[23]
- seit 2014: Ronald Kühn (Pro Melchow)

Kühn wurde in der Bürgermeisterwahl am 26. Mai 2019 mit 72,0 % der gültigen Stimmen wiedergewählt. Am 6. Juni 2024 wurde er mit 61,7 % der gültigen Stimmen in seinem Amt bestätigt. Seine Amtszeit beträgt fünf Jahre.

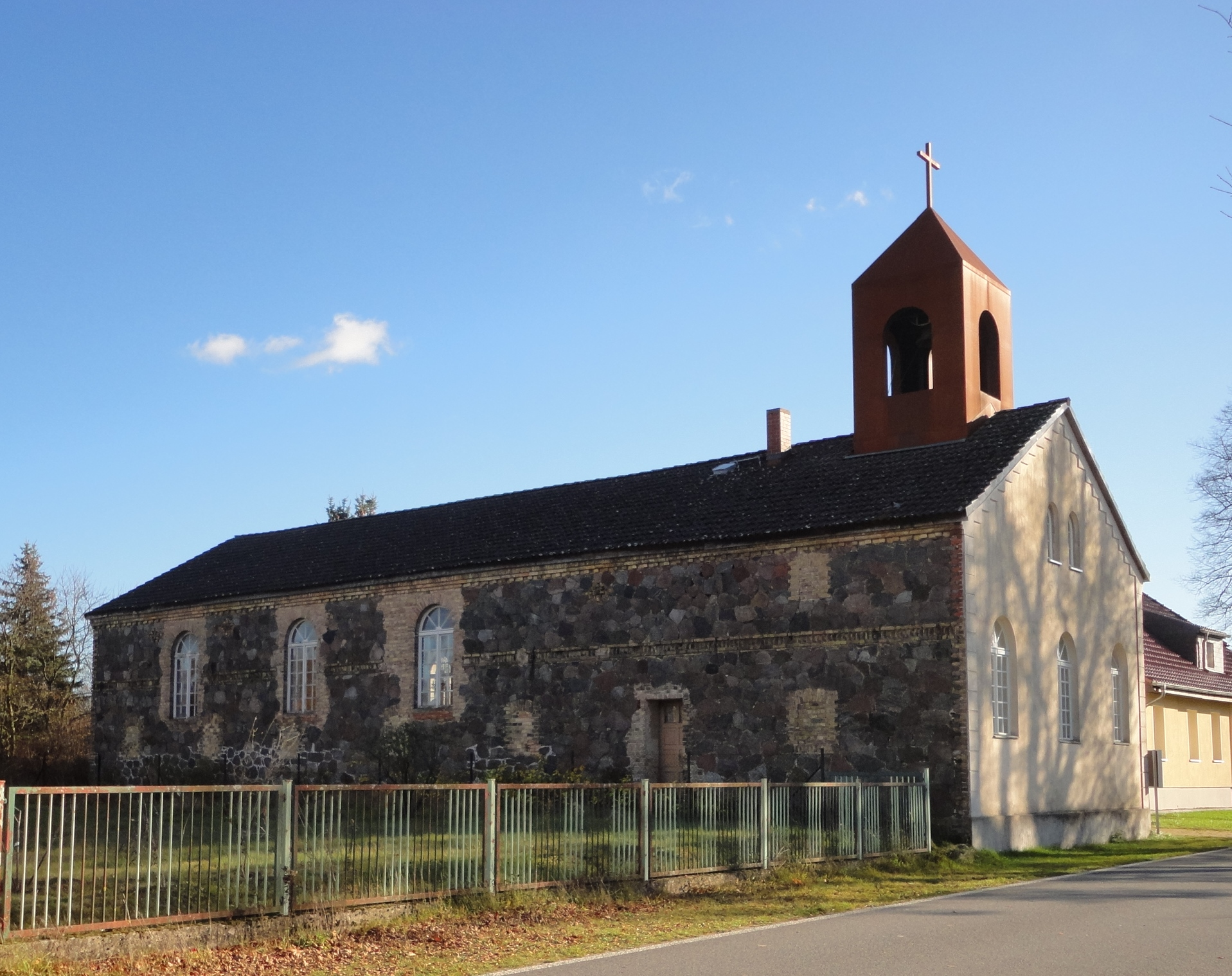
Kirche

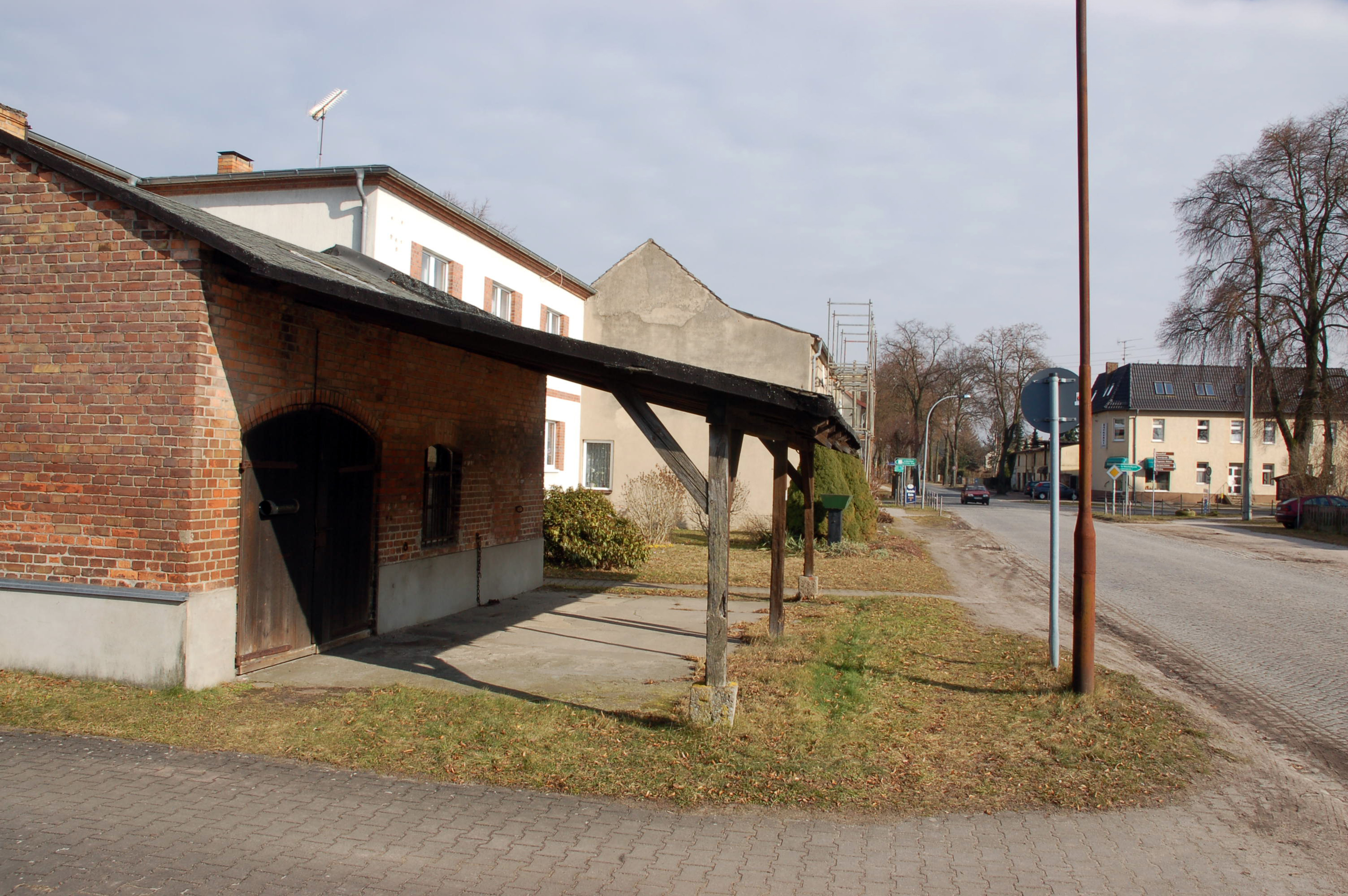
Dorfschmiede

## Sehenswürdigkeiten
Die Umgebung von Melchow ist geprägt von der leicht hügeligen, waldreichen Landschaft des Eberswalder Urstromtales. Hier befinden sich unter anderem einige Seen, wie zum Beispiel Samith- und Schwärzesee. Bei der Kirche des Ortes handelt es sich ursprünglich um eine vormalige Feldsteinscheune. Diese dient seit einem Umbau im Jahre 1934 als Gotteshaus. Der Glockenturm wurde 2009 vom Architekturbüro Sauer in Berlin entworfen und ist aus Cortenstahl gefertigt. Sehenswert ist außerdem die alte Dorfschmiede in der Eberswalder Straße.

## Wirtschaft und Infrastruktur

### Verkehr

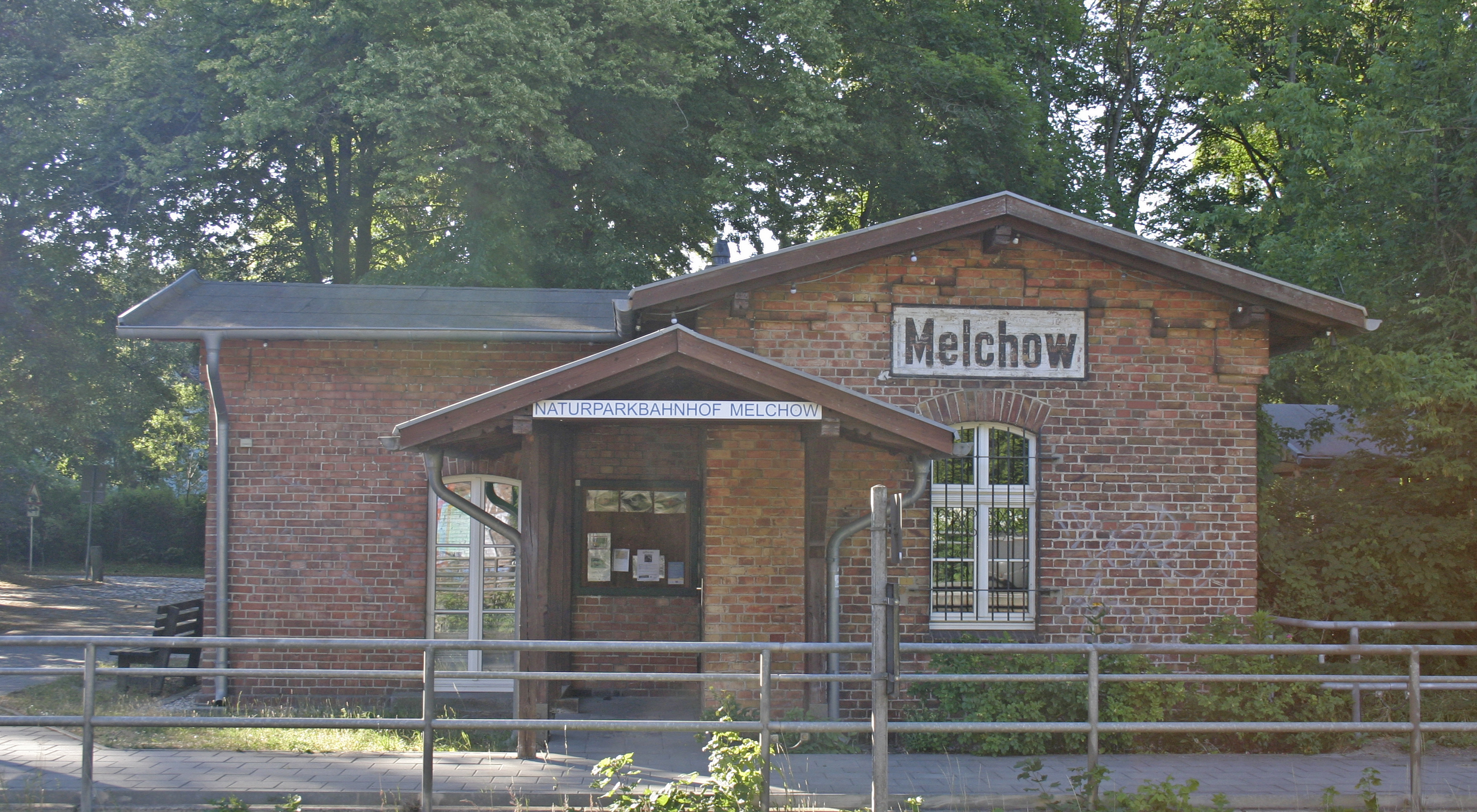
Empfangsgebäude des Haltepunkts Melchow (2018), eröffnet 1904

Durch Melchow verläuft die Landesstraße L 200 zwischen Bernau bei Berlin und Eberswalde. Von dieser führt, etwa 6 km nordöstlich des Ortsteils Melchow, die Kreisstraße  K 6007 in südlicher Richtung zum Ortsteil Schönholz.
Der Haltepunkt Melchow liegt an der Bahnstrecke Berlin–Szczecin. Dort halten stündlich Züge der Regionalbahnlinie RB 24 Eberswalde Hbf – Bernau (b Berlin) – Berlin-Lichtenberg – Schönefeld (b Berlin) des Verkehrsverbundes Berlin-Brandenburg.
Die Buslinie 919 der Barnimer Busgesellschaft verbindet Melchow mit Eberswalde.

### Sport
- SV Melchow/Grüntal mit den Abteilungen Fußball, Billard, Volleyball und Tischtennis
- Reitpark Melchow, ca. 7,5 km lange, als Rundkurs gestaltete Gelände- und Hindernisstrecke
- Melchow ist Etappenort der insgesamt 416 km langen 66-Seen-Regionalparkroute durch Brandenburg.

### Vereine und Organisationen
Mehrere Vereine und Organisationen sind in Melchow tätig.
- Angelverein Melchow
- Melchower Carneval-Verein
- Verein melchowmobil
- Förderverein Glockenturm Melchow
- Verein Naturparkbahnhof Melchow
- Verein Chronisten & Heimatforscher
- Volkssolidarität
- Freiwillige Feuerwehr Melchow

### Tourismus
- Touristisches Begegnungszentrum, Eberswalder Straße 9[30]
- Jakobsweg: Abschnitt Eberswalde – Biesenthal (Länge: 17,8 km, Verlauf: Maria-Magdalenen-Kirche – Park am Weidendamm – Erlebnisachse Schwärzetal – Forstbotanischer Garten Eberswalde – Zainhammer Mühle – Zoo Eberswalde –Spechthausen – Nonnenfließ – Schönholz – Melchow – Biesenthal[31]
- Geocaching GC8ZVMB Auf dem Jakobsweg – Kirche von Melchow (Traditions Cache) in Brandenburg[28]
- Rundweg Melchow (6 Kilometer)

## Persönlichkeiten
Ehrenbürger
2014: Wolfgang Lindt (* 1944), langjähriger Bürgermeister